# عبد الرحمن راشد (لاعب كرة قدم مواليد 2000)
عبد الرحمن راشد جمعة (مواليد 1 ديسمبر 2000) لاعب كرة قدم قطري يجيد اللعب في خط الدفاع مع نادي الخور معا من نادي الوكرة  في دوري نجوم قطر.

## مسيرة اللاعب
لعب في نادي السد ونادي معيذر ونادي الوكرة ونادي الخور.